# Ряд (фонетика)
Ряд — місце язика при просуванні в горизонтальному напрямі під час творення голосних, що надає їм специфічного тембру.
В українській мові розрізняють голосні переднього — [і], [и], [е] і заднього — [о], [у], [а] рядів. Чистих голосних середнього ряду в українській мові немає.
У межах одного ряду можливі різні відмінності артикуляції, наприклад, більш задня або більш передня, як в [е] закритому й [о] відкритому.